# The Sharp-Witted Thief
The Sharp-Witted Thief è un cortometraggio muto del 1910 diretto da Lewin Fitzhamon.

## Trama
Un barbiere rincorre un ladro travestito da donna.

## Produzione
Il film fu prodotto dalla Hepworth.

## Distribuzione
Distribuito dalla Hepworth, il film - un cortometraggio di 152,4 metri - uscì nelle sale cinematografiche britanniche nel marzo 1910.
Si conoscono pochi dati del film che, prodotto dalla Hepworth, fu distrutto nel 1924 dallo stesso produttore, Cecil M. Hepworth. Fallito, in gravissime difficoltà finanziarie, il produttore pensò in questo modo di poter almeno recuperare il nitrato d'argento della pellicola.